# Cafririm
Cafririm (hebr.: צפרירים) – moszaw położony w samorządzie regionu Matte Jehuda, w Dystrykcie Jerozolimy, w Izraelu.
Leży w górach Judei.

## Historia
Moszaw został założony w 1958 przez imigrantów z Afryki Północnej i Indii.

## Gospodarka
Gospodarka moszawu opiera się na rolnictwie i sadownictwie.